# Honda Classic 1988
Honda Classic 1988 — жіночий тенісний турнір, що проходив на відкритих кортах з твердим покриттям San Juan Central Park у Сан-Хуані (Пуерто-Рико). Належав до турнірів 1-ї категорії в рамках Туру WTA 1988. Тривав з 10 жовтня до 16 жовтня 1988 року. Четверта сіяна Енн Мінтер здобула титул в одиночному розряді й отримала за це 12 тис. доларів США.

## Фінальна частина

### Одиночний розряд
Енн Мінтер —  Мерседес Пас 2–6, 6–4, 6–3
- Для Мінтер це був єдиний титул в одиночному розряді за сезон і 3-й — за кар'єру.

### Парний розряд
Патті Фендік /  Джилл Гетерінгтон —  Джиджі Фернандес /  Робін Вайт 6–4, 6–2
- Для Фендік це був 8-й титул за сезон і 8-й — за кар'єру. Для Гетерінгтон це був 6-й титул за сезон і 7-й — за кар'єру.